# Bulbostylis conifera
Bulbostylis conifera là một loài thực vật có hoa trong họ Cói. Loài này được (Kunth) Beetle mô tả khoa học đầu tiên năm 1944.